# Seconda battaglia di Gaza
La seconda battaglia di Gaza fu una battaglia combattuta tra il 17 ed il 19 aprile 1917, dopo la sconfitta inglese nella prima battaglia di Gaza, durante la campagna del Sinai e della Palestina. La città di Gaza fu difesa strenuamente dall'esercito ottomano, che era stato rinforzato dopo la prima battaglia di Gaza. Questi rinforzi presidiarono le difese della città e una serie di forti che si estendevano da Gaza a Be'er Sheva. Gli ottomani furono attaccati da tre divisioni britanniche supportate da due divisioni di montagna, ma la forza dei difensori ed il supporto della loro artiglieria decimò le forze degli attaccanti.
Come risultato delle vittorie nella battaglia di Romani, nella battaglia di Magdhaba e nella battaglia di Rafa, la Forza di spedizione egiziana respinse l'esercito ottomano sconfitto verso est. Dopo aver riconquistato la penisola del Sinai, gli egiziani penetrarono nel territorio dell'Impero ottomano, invadendo la Palestina. Tuttavia, la sconfitta conseguita dopo la prima battaglia di Gaza fu complice della sconfitta conseguita in questa battaglia. Infatti gli ottomani, in tre settimane, ebbero tempo di inviare molti rinforzi nella città, in modo tale da impedire che i nemici potessero compiere un attacco frontale. Nonostante le forze egiziane riuscirono a penetrare parzialmente nelle trincee ottomane, il gran numero di perdite fece sì che la battaglia fosse conclusa prima del previsto.